# Grand Prix ISU juniores in Giappone
Il Grand Prix ISU juniores in Giappone è una competizione internazionale di pattinaggio di figura. Si tiene in autunno e fa parte del circuito Grand Prix ISU juniores di pattinaggio di figura. Le medaglie sono assegnate nelle discipline del singolo maschile, singolo femminile, coppie e danza su ghiaccio.

## Vincitori

### Singolo maschile
| Anno        | Luogo     | Oro               | Argento              | Bronzo            |
| 1999        | Nagano    | Soshi Tanaka      | Ma Xiaodong          | Stéphane Lambiel  |
| 2001        | Nagano    | Daisuke Takahashi | Ari-Pekka Nurmenkari | Shawn Sawyer      |
| 2003        | Okaya     | Evan Lysacek      | Kazumi Kishimoto     | Nobunari Oda      |
| 2005        | Okaya     | Takahiko Kozuka   | Guan Jinlin          | Sergej Voronov    |
| 2009 Finale | Tokyo     | Yuzuru Hanyū      | Song Nan             | Ross Miner        |
| 2010        | Karuizawa | Andrei Rogozine   | Max Aaron            | Abzal Rakimgaliev |
| 2013 Finale | Fukuoka   | Jin Boyang        | Ad'jan Pitkeev       | Nathan Chen       |
| 2014        | Nagoya    | Jin Boyang        | Shōma Uno            | Dmitrij Aliev     |
| 2016        | Yokohama  | Cha Jun-hwan      | Vincent Zhou         | Aleksej Erochov   |
| 2017 Finale | Nagoya    | Alexei Krasnozhon | Camden Pulkinen      | Mitsuki Sumoto    |
| 2023        | Osaka     | François Pitot    | Lim Ju-heon          | Daniel Martynov   |

### Singolo femminile
| Anno        | Luogo     | Oro                 | Argento             | Bronzo                |
| 1999        | Nagano    | Jennifer Kirk       | Yukari Nakano       | Marianne Dubuc        |
| 2001        | Nagano    | Akiko Suzuki        | Yukari Nakano       | Fang Dan              |
| 2003        | Okaya     | Miki Andō           | Mai Asada           | Aki Sawada            |
| 2005        | Okaya     | Aki Sawada          | Xu Binshu           | Juliana Cannarozzo    |
| 2009 Finale | Tokyo     | Kanako Murakami     | Polina Šelepen      | Christina Gao         |
| 2010        | Karuizawa | Risa Shoji          | Kiri Baga           | Kexin Zhang           |
| 2013 Finale | Fukuoka   | Marija Sotskova     | Serafima Sachanovič | Evgenija Medvedeva    |
| 2014        | Nagoya    | Serafima Sachanovič | Yuka Nagai          | Elizabet Turzynbaeva  |
| 2016        | Yokohama  | Kaori Sakamoto      | Marin Honda         | Mako Yamashita        |
| 2017 Finale | Nagoya    | Aleksandra Trusova  | Alëna Kostornaja    | Anastasija Tarakanova |
| 2023        | Osaka     | Mao Shimada         | Yo Takagi           | Tsai Yu-Feng          |

### Coppie
| Anno        | Luogo   | Oro                                        | Argento                                         | Bronzo                              |
| 1999        | Nagano  | Zhang Dan / Zhang Hao                      | Chantel Poirier / Craig Buntin                  | Larisa Spielberg / Craig Joeright   |
| 2001        | Nagano  | Carla Montgomery / Ryan Arnold             | Jessica Dubé / Samuel Tetrault                  |                                     |
| 2003        | Okaya   | Jessica Dubé / Bryce Davison               | Michelle Cronin / Brian Shales                  | Brooke Castile / Benjamin Okolski   |
| 2005        | Okaya   | Kendra Moyle / Andy Seitz                  | Ksenija Krasil'nikova / Konstantin Bezmaternich | Bianca Butler / Joseph Jacobsen     |
| 2009 Finale | Tokyo   | Sui Wenjing / Han Cong                     | Narumi Takahashi / Mervin Tran                  | Zhang Yue / Wang Lei                |
| 2013 Finale | Fukuoka | Yu Xiaoyu / Jin Yang                       | Marija Vigalova / Egor Zakroev                  | Lina Fëdorova / Maksim Miroškin     |
| 2017 Finale | Nagoya  | Ekaterina Alexandrovskaya / Harley Windsor | Apollinarija Panfilova / Dmitrij Rylov          | Dar'ja Pavljučenko / Denis Chodykin |

### Danza su ghiaccio
| Anno        | Luogo     | Oro                                      | Argento                                  | Bronzo                               |
| 1999        | Nagano    | Flavia Ottaviani / Massimo Scali         | Tanith Belbin / Benjamin Agosto          | Svetlana Kulikova / Arsenij Markov   |
| 2001        | Nagano    | Miriam Steinel / Vladimir Tsvetkov       | Nathalie Péchalat / Fabian Bourzat       | Dar'ja Borisova / Aleksandr Čepurnov |
| 2003        | Okaya     | Natal'ja Michajlova / Arkadij Sergeev    | Elena Romanovskaja / Aleksandr Gračëv    | Lauren Senft / Leif Gislason         |
| 2005        | Okaya     | Anastasija Platonova / Andrej Maksimišin | Rina Thieleke / Sascha Rabe              | Polina Jakobs / Aleksandr Bajdukov   |
| 2009 Finale | Tokyo     | Ksenija Mon'ko / Kirill Chaljavin        | Elena Il'inych / Nikita Kacalapov        | Maia Shibutani / Alex Shibutani      |
| 2010        | Karuizawa | Aleksandra Stepanova / Ivan Bukin        | Ekaterina Puškaš / Jonathan Guerreiro    | Geraldine Bott / Neil Brown          |
| 2013 Finale | Fukuoka   | Anna Janovskaja / Sergej Mozgov          | Kaitlin Hawayek / Jean-Luc Baker         | Lorraine McNamara / Quinn Carpenter  |
| 2014        | Nagoya    | Madeline Edwards / Zhao Kai Pang         | Alla Loboda / Pavel Drozd                | Rachel Parsons / Michael Parsons     |
| 2016        | Yokohama  | Rachel Parsons / Michael Parsons         | Anastasija Špilevaja / Grigorij Smirnov  | Angélique Abachkina / Louis Thauron  |
| 2017 Finale | Nagoya    | Anastasija Skopcova / Kirill Alëšin      | Christina Carreira / Anthony Ponomarenko | Sof'ja Poliščuk / Aleksandr Vachnov  |
| 2023        | Osaka     | Leah Neset / Artem Markelov              | Elizabeth Tkachenko / Alexei Kiliakov    | Célina Fradji / Jean-Hans Forneaux   |